# Kolumna morowa w Wiedniu
Kolumna morowa w Wiedniu (niem. Pestsäule) – barokowa kolumna Trójcy Świętej  znajdująca się na Placu Graben w Wiedniu.
Epidemia dżumy z 1679 roku – szalejąca wcześniej w Londynie i Neapolu – zabiła w Wiedniu około 100 tys. osób.
Monumentalny pomnik wotywny ku czci Trójcy Świętej, ufundowany przez cesarza Leopolda I w podzięce Bogu za zakończenie zarazy, wzniesiono w latach 1687–1693. W tym miejscu pośpiesznie grzebano zwłoki ludzi, którzy pomarli od zarazy. Pierwszą kolumnę wykonano z drewna, później zastąpiono ją marmurową.
Architekt Johann Bernhard Fischer von Erlach był głównym wykonawcą dzieła, natomiast część rzeźb wykonali: Paul Strudel, Matthias Rauchmiller, Tomas Kracker, Josef Früwirth i inni. Całość udekorowana jest rzeźbami i reliefami.

## Elementy pomnika
- postacie św. Trójcy (zobacz);
- trzy inskrypcje podtrzymywane przez anioły;
  - Deo Patri Creatori – Bóg Ojciec;
  - Deo Filio Redemptori – Syn Boży (zobacz);
  - Deo Spiritui Sanctificatori –  Duch Święty (zobacz);
- trzy godła: Austrii, Węgier i Czech. W zamyśle autorów miały one „obrazować mocarstwową ideę barokowej Austrii: jedności Trójcy Świętej w niebie odpowiadają na ziemi trzy kraje będące pod panowaniem Habsburgów”[2];
- alegoryczna grupa figur, chmur, amorków, aniołków i postaci symbolicznych wznoszących się ku niebu – Wiara zwycięża zarazę (zobacz);
- postać klęczącego Leopolda I (zobacz);
- postać staruchy będącej symbolem zarazy, strącana do piekła przez anioła (zobacz).